# Graham County, Arizona
Graham County är ett county och ligger i sydöstra delen av delstaten Arizona i USA.  Enligt folkräkningen år 2010 var countyts folkmängd 37 220. Den administrativa huvudorten (county seat) är Safford. 

## Geografi
Enligt United States Census Bureau har countyt en total area på 12 020 km². 11 989 km² av den arean är land och 31 km² är vatten.

### Angränsande countyn
- Cochise County - syd
- Pima County -  sydväst
- Pinal County - väst
- Gila County - nordväst
- Navajo County - nord
- Apache County - nord
- Greenlee County - öst